# Stadtbibliothek Heilbronn
Die Stadtbibliothek Heilbronn wurde 1903 gegründet und zählt mit einem Bestand von rund 210.000 Medien und einer Fläche von 3.600 m² zu den größten kommunalen Bibliotheken Baden-Württembergs. Zur Stadtbibliothek gehören auch die beiden Zweigstellen in Heilbronn-Böckingen und Heilbronn-Biberach sowie die Fahrende Bibliothek „robi“.

## Geschichte

### Beginn im Kirchhöfle
Die Gründung der Heilbronner Stadtbibliothek geht auf private Stiftungen zurück. Zunächst bestand die Staatsrat von Goppelt'sche Stiftung für Bildungszwecke mit Vermögen aus dem Nachlass von Adolf von Goppelt (1800–1875), auf deren Anregung bereits 1893 eine städtische Kommission zur Gründung einer öffentlichen Bibliothek gebildet wurde. Nach dem Tod des Gemeinderats Gustav Braun im Jahr 1900 kam aus dessen Vermächtnis weiteres Stiftungsvermögen zur Gründung und zum Unterhalt einer städtischen Volksbibliothek hinzu. Im Jahr 1901 fand man im Kirchhöfle 1 mit dem ehemaligen katholischen Mädchenpensionat, vormals auch schon Sitz der Realschule, ein geeignetes Gebäude, das nach einem Umbau als Bibliothek mit Lesehalle dienen könnte. Die Baupläne wurden im Herbst 1902 vorgelegt, anschließend begann der Umbau des Gebäudes. Im ersten Obergeschoss wurde ein Büchermagazin eingerichtet, im zweiten Obergeschoss waren der Lesesaal und Büroräume. Gleichzeitig begann der Ankauf von Literatur gemäß einer Liste von etwa 4000 Titeln, die die Bibliothekarin Marie Friz zusammengestellt hatte.
Am 28. Mai 1903 wurde die Städtische Volksbibliothek mit Lesehalle im Kirchhöfle 1 eröffnet. Zur Eröffnung besaß die Bibliothek einen Bestand von 2387 Bänden, der bis April 1904 bereits auf über 4000 Bände anwuchs. Zum Ende des Betriebsjahres 1910/11 gab es etwa 11.200 Bände.
Eine größere Reorganisation der Baulichkeiten und der Schalterbücherei erfolgte 1924/25. Zu jener Zeit wurden auch weitere 5000 Bände sowie 1000 Jugendbüchern aus einer Spende des Talheimer Lehrers und Gründers der Heilbronner Volkshochschule, Christian Leichtle (1892–1949), angeschafft.
In der Zeit des Nationalsozialismus wurde die Bibliothek dem Stadtarchiv Heilbronn angegliedert. Gleichzeitig wurden die ehemaligen Ortsbüchereien in Böckingen und Neckargartach nach der Eingemeindung dieser Orte zu Zweigstellen der Bücherei. Gemäß einer Anweisung der Reichsschrifttumskammer wurden Bücher verbotener Autoren aus dem Bestand entfernt. 1939 entstand in Sontheim noch eine weitere Zweigstelle. Das Heilbronner Bibliotheksgebäude mit einem Bestand von 16.000 Bänden wurde am 4. Dezember 1944 beim Luftangriff auf Heilbronn zerstört, auch die drei Zweigstellen haben den Zweiten Weltkrieg nicht überstanden.

### Wechselnde Standorte in der Nachkriegszeit

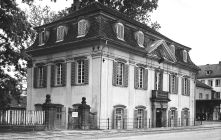
Das Schießhaus in Heilbronn um 1952, damals Standort der Stadtbibliothek

Ab 1946 setzte sich vor allem wieder Christian Leichtle für den Wiederaufbau der Bibliothek ein. Am 25. März 1947 erfolgte die Wiedereröffnung im zuvor von der Heilbronner Stimme genutzten Schießhaus mit Beständen der ehemaligen Außenstellen und der Unterstützung der Amerikaner. Der Anfangsbestand lag bei 1900 Büchern. Ausgeliehen werden konnten zunächst nur englischsprachige Bücher, da es im ersten Nachkriegsbestand noch an deutschen Büchern mangelte.
Im Sommer 1948 kam es zur Eröffnung einer eigenen Bibliothek im Amerika-Haus (ehemalige Villa Lichdi, Ecke Lerchen-/Alexanderstraße) und damit zur Ausgliederung des englischsprachigen Buchbestandes. Die American Library hatte 1951 rund 8300 Bücher im Bestand, davon rund zwei Drittel in englischer Sprache.
Der Bibliotheksbestand im Schießhaus konnte unterdessen bis Ende 1948 auf etwa 3100 Bücher erhöht werden. Ab Juni 1949 wurde dann die Buchausleihe wieder eingeführt: Für eine Leihgebühr von 10 Pfennig (Jugendliche bis 18 Jahre, Kleinrentner und Erwerbslose 5 Pfennig) konnten Bücher mit nach Hause genommen werden. Drei Jahre später eröffnete die neue Jugendbücherei im Schießhaus. 1953 zog die Stadtbibliothek in das Gebäude des Alten Stadttheaters um, wo sie anfangs einen Bestand von 11.000 Büchern hatte. Das Amerika-Haus wurde im selben Jahr geschlossen und der dortige inzwischen auf 13.000 Bände angewachsene Bücherbestand wieder in die Stadtbibliothek eingegliedert. Aus Platzmangel kamen die Bücher der American Library vorübergehend im Heilbronner Rathaus unter, wo sie schon im Freihandsystem zur Verfügung standen, während im Alten Stadttheater mit dem restlichen Bestand noch Thekenbücherei betrieben wurde.
1957 fiel der Beschluss zum Umzug in den Deutschhof, so dass mit der Überarbeitung des Gesamtbestandes für die Freihandausleihe begonnen wurde. 1959 hatte die Bibliothek einen Bestand von rund 30.000 Bänden.

### Umzug in den Deutschhof 1961

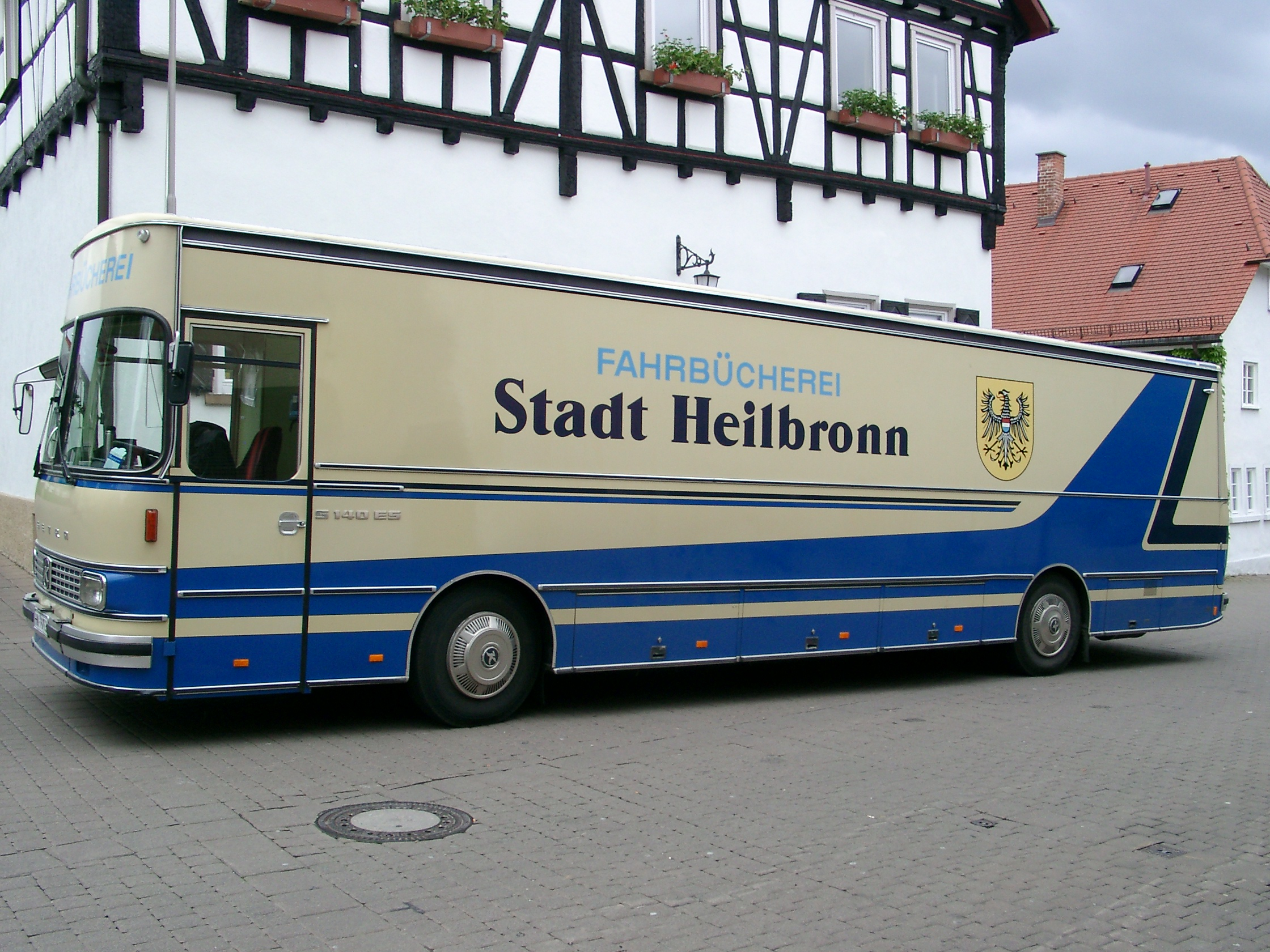
Der von 1981 bis 2011 genutzte Bücherbus vor dem ehemaligen Rathaus des Stadtteils Neckargartach

1961 kam es dann zum Umzug der Stadtbücherei in den wieder aufgebauten Deutschhof. Die Bibliothek wurde dort mit einem Bestand von 37.000 Medien, darunter erstmals auch eine eigene Musikabteilung mit Noten und Schallplatten, am 29. September 1961 eröffnet. Die Bücher waren im Deutschhof nun alle in Freihandsystematik verfügbar. Im Jahre 1962 wurden die Ausleihgebühren abgeschafft, drei Jahre später die Fahrbücherei in Betrieb genommen.
Die Heilbronner Stadtbibliothek hatte in den 1960er Jahren überregionale Bedeutung. 1964 wurde die Einrichtung von einer Delegation kanadischer Bibliotheksdirektoren besichtigt, 1966 vom Bibliotheksdirektor aus Nowosibirsk. Bibliotheksleiter Hans Ulrich Eberle (1927–1988), der 1960 die Nachfolge von Berta Danner angetreten hatte, wurde 1968 zum Vorsitzenden der Landesgruppe Baden-Württemberg des Vereins Deutscher Volksbibliothekare gewählt und führte danach zahlreiche Tagungen und Treffen in Heilbronn durch. Eberle vertrat eine streng demokratische Bestandsausrichtung, die allein am Geschmack des Publikums orientiert war und sich der Einflussnahme durch bildungsbürgerliche Ressentiments weitgehend entzog. Er hat die Bücherei außerdem mit Lesungen, Buch- und Kunst-Ausstellungen und weiteren Veranstaltungen zu einem breitgefächerten kulturellen Zentrum umgewandelt.
1972 bis 1975 wurde die Bibliothek durch die Eröffnung von Zweigstellen in der Kleist-Realschule in Böckingen (1972) mit einem Anfangsbestand von 5000 Büchern, der Zweigstelle Biberach im Alten Schulhaus (1974), die aus der vormaligen Biberacher Gemeindebücherei hervorgegangen war, sowie der Zweigstelle im Bürgerhaus Böckingen (1975) vergrößert, 1975 konnten zudem erstmals Musikkassetten und Hörbücher ausgeliehen werden.
1976 wurde die Anmeldegebühr erlassen. Die Bibliotheksnutzung wurde damit kostenlos.
Im Januar 1981 nahm die Stadtbibliothek einen von Kässbohrer in Ulm hergestellten neuen Bücherbus in Betrieb, der bei seiner Übergabe als modernster Bücherbus Europas bezeichnet wurde.
Im Mai 2011 wurde eine neue Fahrbibliothek unter dem Namen robi in Betrieb genommen, die als Sonderanfertigung von einem Frankfurter Karosseriebauer auf einen LKW-Aufbau gebaut wurde. Anschließend erfolgte in Chemnitz der Innenausbau des rund 10 Meter langen Gefährts mit Regalen für rund 4000 Medien, Lese-Ecke, Theke und Arbeitsplätzen.
1993 kam das Ende der Katalogkästen: Die Kataloge und die Verbuchung wurden auf EDV umgestellt. Ab 1995 mussten die Benutzer eine Jahresausleihgebühr von 20 DM für Erwachsene bezahlen. 1998 wurde die EDV grundlegend erneuert. Im selben Jahr fiel der Beschluss des Gemeinderats zum Umzug der Stadtbibliothek in das Theaterforum K3 am Berliner Platz. Während der Planungsphase wurde das 1990 von der Stadt Heilbronn erworbene Kleist-Archiv Sembdner aus der Stadtbibliothek ausgegliedert.

### Stadtbibliothek im Theaterforum K3 seit 2001

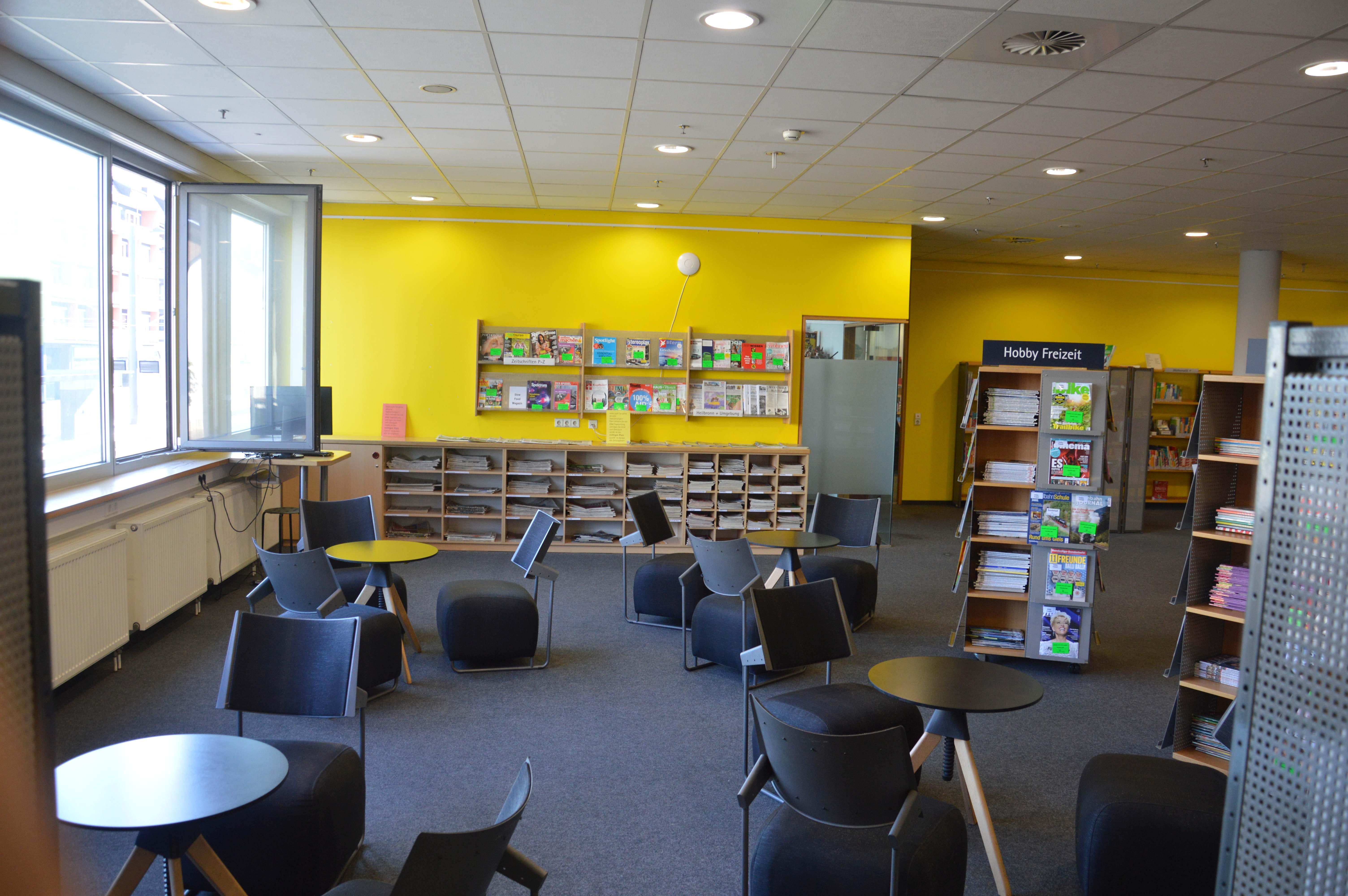
Zeitschriftenbereich der Stadtbibliothek im Theaterforum K3

Im Mai 2001 zog die Heilbronner Stadtbibliothek ins Theaterforum K3 am Berliner Platz um. Dabei wurde Ausleihe von Karten, DVDs und CD-ROMs neu eingeführt. Ein Jahr später wurde erstmals die Millionengrenze bei der Jahresausleihe überschritten. Mit der Gründung des Fördervereins Lesen – Hören – Wissen – Freundeskreis der Stadtbibliothek Heilbronn e.V. wurde 2003 ein Unterstützerkreis für die Bibliothek eingerichtet. 2007 wurde das Rechercheportal Bibnetz eingerichtet, ein Jahr später die Selbstverbuchung mit RFID in der Hauptstelle im K3. Seit 2009 steht auch die Online-Bibliothek Heilbronn-Franken zur Verfügung. Im Jahr 2011 wurde die Jahresgebühr von 14 auf 16 Euro erhöht und ein neuer Bücherbus angeschafft.

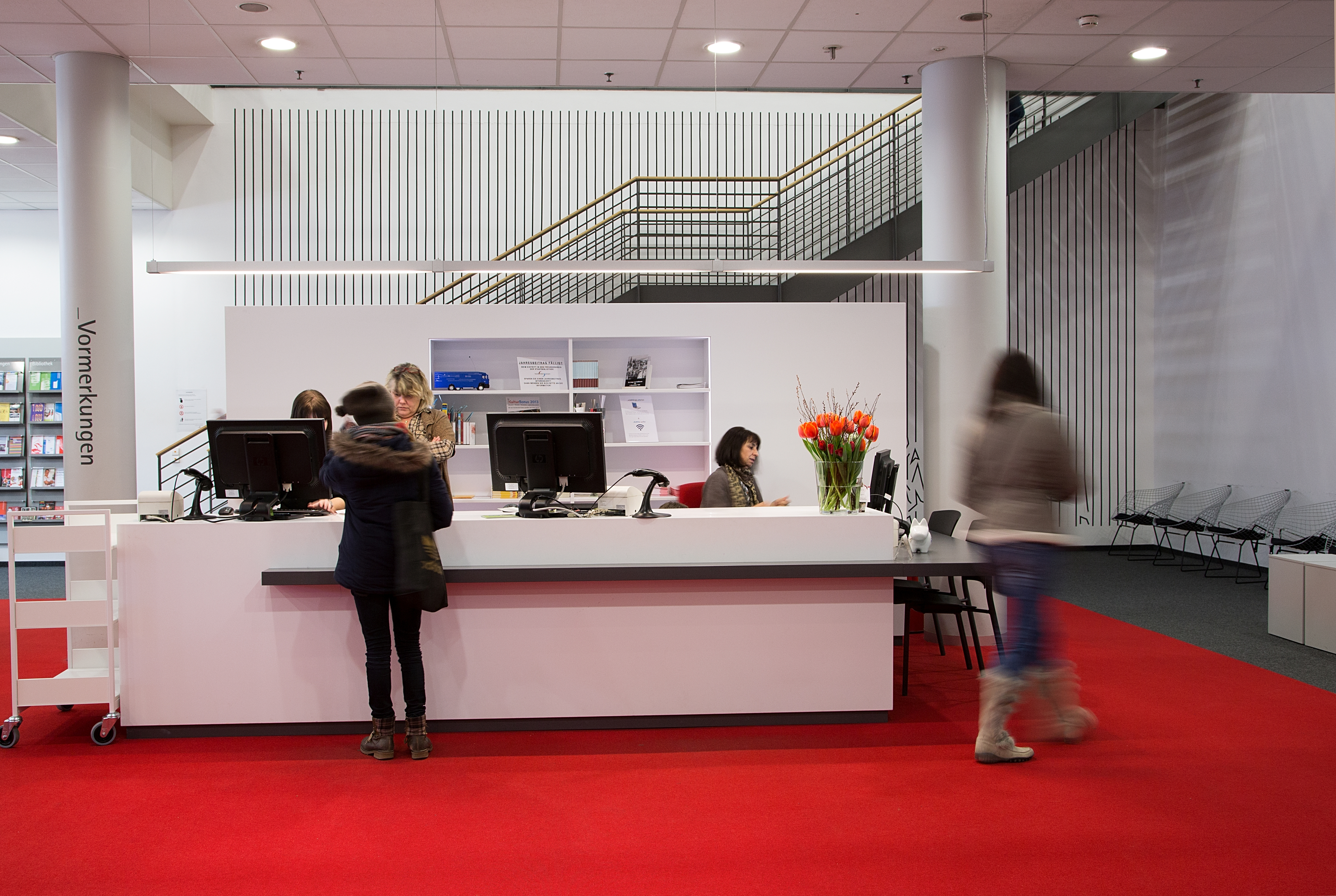
Theke der Stadtbibliothek Heilbronn

Die Hauptstelle im K3 wurde wegen umfangreicher Sanierungsarbeiten im August 2022 geschlossen. Die Wiedereröffnung fand am 14. Juni 2024 mit einer um zirka 500 m² vergrößerten Publikumsfläche und fünf mit Glaswänden abgeschlossenen Gruppenräumen statt. Die neuen Zonierungen wurden mit dem Ziel vorgenommen, den gegensätzlichen Bedürfnissen der unterschiedlichen Nutzungen besser gerecht zu werden: Ruhiges, konzentriertes Arbeiten an Rückzugsorten einerseits, sowie gleichzeitig Möglichkeiten für Kommunikation und Austausch in großzügigen Gemeinschaftsräumen. Außerdem wurden in den Räumen ein Bildschirmlesegerät für Sehbehinderte, eine „Plattenbar“ mit Plattenspielern und einer Sammlung von Vinylschallplatten integriert. Ein schallgedämmtes Studio kam ebenfalls hinzu und bietet Möglichkeiten zum Musizieren von Gruppen mit bis zu fünf Personen sowie zum Erstellen von Podcasts, Videos und Fotos.

## Medienangebot
Das Medienangebot der Stadtbibliothek Heilbronn umfasst Bücher, Zeitungen, Zeitschriften, Noten, Musik-CDs, Schallplatten, Hörbücher und Filme für Erwachsene, Kinder und Jugendliche. Des Weiteren werden Musikinstrumente, Brettspiele, PC- und Konsolenspiele sowie Tonies angeboten. Außerdem können elektronische Geräte wie E-Reader, Demenz-Tablets, Daisy-Player entliehen werden. Daneben stehen E-Books, E-Audios, E-Videos und E-Zeitschriften sowie E-Learning-Kurse zur Verfügung. Bibliothekskunden haben außerdem Zugriff auf das Onlineangebot des Brockhaus und der Encyclopædia Britannica sowie den Informationsdienst Munzinger. Mit PressReader können tagesaktuelle Zeitungen und Zeitschriften aus 100 Ländern online gelesen werden. Über die Media Streamingdienste Freegal und Filmfriend können von zuhause aus Musiktitel bzw. Filme genutzt werden. In der klassischen Buchausleihe werden auch Fernleihbestellungen aus wissenschaftlichen Bibliotheken durchgeführt.

## Service
Im Haus können öffentliche PCs, Kopierer, WLAN und ein Anspielraum von allen Mitgliedern der Bibliothek genutzt werden. Tageszeitungen können vor Ort gelesen werden. Es stehen Tische und Steckdosen zur Verfügung. Über den Broschüren-Service und einen Newsletter bekommt man Informationen zu Einrichtungen und regionalen Angeboten. Die Hauptstelle im K3 ist behindertengerecht ausgestattet.

## Veranstaltungen
Die Stadtbibliothek Heilbronn bietet unterschiedlichste Veranstaltungen für alle Altersgruppen an. In den Sommerferien gibt es für Schüler der 5. bis 8. Klassen den „Lesesommer“, an dessen Ende eine Abschlussparty stattfindet. Für Erwachsene gibt es Veranstaltungsformate, die teilweise mit Kooperationspartnern, wie Theater oder VHS stattfinden. Beispielsweise war 2016 Gregor Gysi zu Gast in der Veranstaltungsreihe „Autor im Gespräch“ in der „Boxx“ des Theaters.

## Leseförderung
Die Stadtbibliothek arbeitet mit vielen Heilbronner Einrichtungen für Kinder zusammen, darunter Kitas, Grundschulen, weiterführende Schulen und anderen Einrichtungen wie dem Jugend- und Familienzentrum Böckingen. Ziel der Kooperationsarbeit ist es, die Lesekompetenz und Konzentrationsfähigkeit der Kinder spielerisch zu fördern.
Unter dem Motto „Lix der Luchs schaut an!“ bekommen Kleinkinder in der Veranstaltungsreihe „Bücherminis“ Sprachförderung, bei der sie unter Anleitung einer Lesepädagogin zusammen mit Eltern singen, spielen und Spaß haben. Für Kinder im Kindergarten wird mit „Lix der Lux hört zu!“ das aufmerksame Zuhören gefördert. Dabei dürfen die Kinder bei einem Bilderbuchkino einer spannenden Geschichte lauschen. Im Grundschulalter werden Kinder mit „Lix der Luchs lernt lesen!“ spielerisch motiviert, erste Bücher selber zu lesen. Außerdem fährt einmal im Monat die Fahrbibliothek „Robi“ an alle Grundschulen, um die Kinder mit Lesematerial zu versorgen. In der 5. Klasse wird mit „LixClub Wir wollen’s wissen!“ die Zentralbibliothek im K3 näher gebracht.

## Zweigstellen

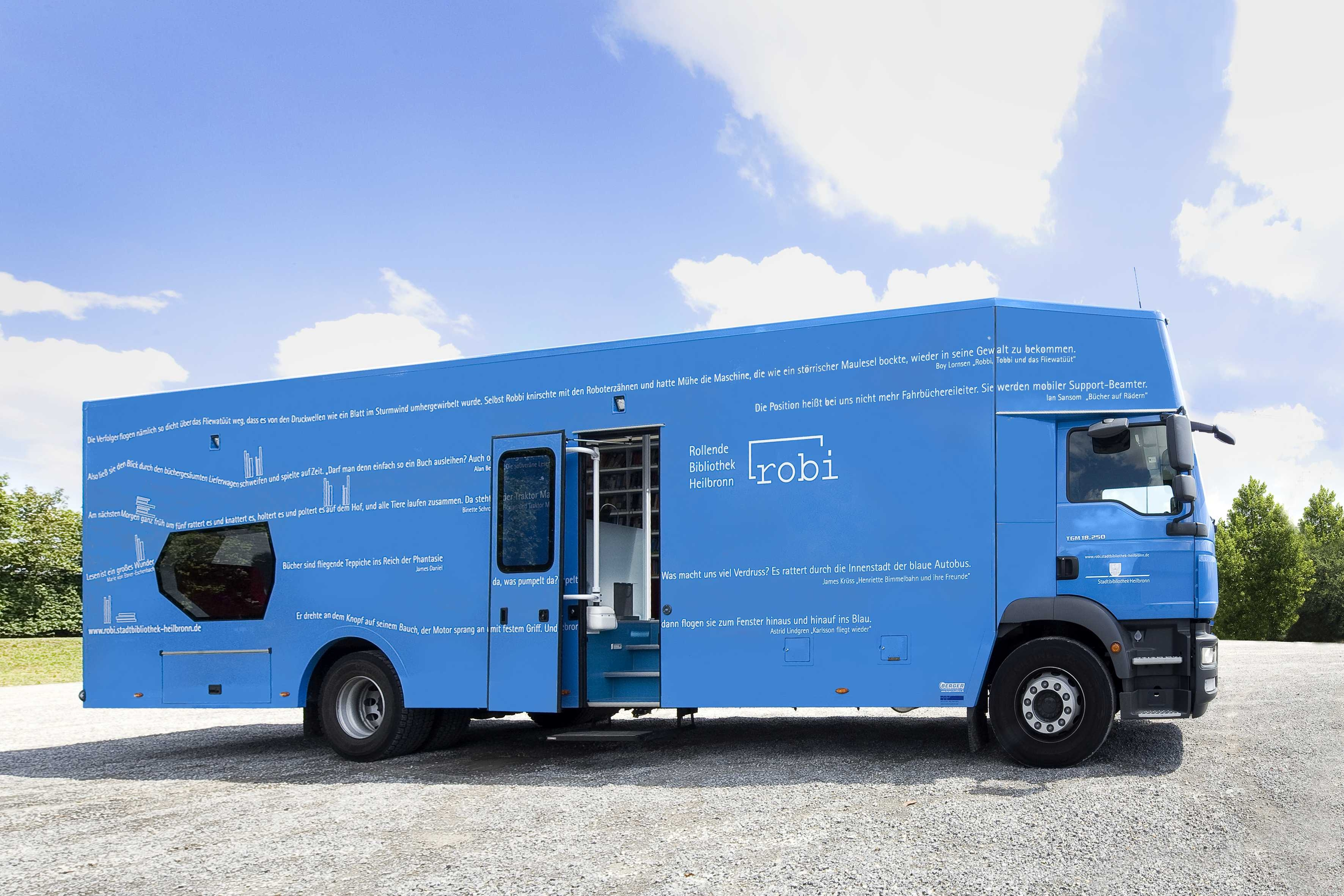
Fahrbibliothek "robi"

Die Stadtbibliothek hat drei Zweigstellen. In Biberach befindet sie sich im alten Schulhaus, in Böckingen ist die Zweigstelle im Kulturzentrum „Bürgerhaus“ untergebracht und die Fahrbibliothek „Robi“ fährt neben allen Grundschulen auch viele Außenbezirke der Stadt Heilbronn an.

## Förderverein
Der Verein „Lesen – Hören – Wissen“ – Freundeskreis der Stadtbibliothek Heilbronn unterstützt und fördert die Stadtbibliothek durch verschiedene Maßnahmen, wie z. B. die Akquirierung von Spenden und Sponsorengeldern oder durch Öffentlichkeitsarbeit für die Bibliothek. Auch initiiert der Förderverein Leseförderungsprojekte oder unterstützt literarische Veranstaltungen.

## Wichtige Kennzahlen
Im Jahr 2018 verzeichnete die Stadtbibliothek Heilbronn 562.188 Besucher, davon waren 19.845 aktive Entleiher. 973.833 Medien wurden entliehen. Der Medienbestand lag bei 207.031 Stück. Es wurden 4.747 Veranstaltungen und Führungen mit 52.928 Besuchern durchgeführt. Für den Bibliotheksbetrieb waren 25 Planstellen eingerichtet.